# والتر آيرلادند
والتر آيرلادند (بالإنجليزية: Walter Ireland)‏ هو شخصية أعمال وسياسي أمريكي، ولد في 15 يونيو 1923، وتوفي في 21 مارس 2010. حزبياً، نشط في الحزب الجمهوري. وقد انتخب عضو جمعية ولاية ويسكونسن.